# Carina (Osečina)
Carina (Servisch cyrillisch Царина) is een plaats in de Servische gemeente Osečina. De plaats telt 654 inwoners (2002).